# 日本政治家列表
本列表是關於日本政治家，本列表不會列出內閣總理大臣，請參考日本內閣總理大臣列表。本列表不會列出江戶時代或以前的人物，下列根據人物的出生年月日先後排序：

## 出任內閣
- 仙石貢（1857年7月22日、鐵路大臣）
- 金光庸夫（1877年3月13日、拓務大臣、厚生大臣）
- 佐藤尚武（1882年10月30日、參議院院長、外務大臣）
- 松野鶴平（1883年12月22日、鐵路大臣、參議院院長）
- 小泉親彥（1884年9月9日、厚生大臣）
- 緒方竹虎（1888年1月30日、內閣宮房長官）
- 林讓治（1889年3月24日、內閣宮房長官、厚生大臣）
- 重宗雄三（1894年2月11日、運輸大臣、參議院議長）
- 和田博雄（1903年2月17日、農林大臣）
- 石破二朗（1908年7月29日、自治大臣）
- 安井謙（1911年3月22日、自治大臣、參議院院長）
- 原文兵衛（1913年4月29日、環境廳長官、參議院院長）
- 木村睦男（1913年7月29日、運輸大臣、參議院院長）
- 德永正利（1913年8月25日、運輸大臣、參議院院長）
- 長田裕二（1917年3月13日、科学技術廳長官、參議院院長）
- 藤田正明（1922年1月3日、總理府總務長官、沖繩開發廳長官、參議院院長）
- 中山太郎（1924年8月27日、外務大臣）
- 土屋義彥（1926年5月31日、環境廳長官、參議院院長）
- 綿貫民輔（1927年4月30日、国土廳長官、北海道開發廳長官、沖繩開發廳長官、建設大臣、眾議院議長）
- 宮下創平（1927年11月10日、防衛廳長官、環境廳長官、厚生大臣）
- 井上裕（1927年11月17日、文部大臣、參議院院長）
- 虎島和夫（1928年1月6日、防衛廳長官）
- 大野明（1928年11月13日、勞動大臣、運輸大臣）
- 村岡兼造（1931年8月27日、勞動大臣、運輸大臣）
- 井上一成（1932年1月15日、郵政大臣）
- 尾身幸次（1932年7月14日、經濟企劃廳長官、財務大臣）
- 扇千景（1935年5月10日、運輸大臣、建設大臣、國土交通大臣、參議院議長）
- 柳澤伯夫（1935年8月18日、国土廳長官、金融擔當大臣、厚生勞働大臣）
- 河野洋平（1937年1月15日、外務大臣、國務大臣、內閣官房長官、科学技術庁廳長官、眾議院議長）
- 伊吹文明（1938年1月9日、勞動大臣、文部科學大臣）
- 倉田寛之（1938年4月9日、自治大臣、國家公安委員長、參議院院長）
- 与谢野馨（1938年8月22日、通商産業大臣、文部大臣、內閣官房長官）
- 齋藤十朗（1940年2月5日、厚生大臣、參議院議長）
- 麻生太郎（1940年10月20日、經濟企劃廳長官、總務大臣、外務大臣）
- 長勢甚遠（1943年10月3日、法務大臣）
- 細田博之（1944年4月5日、內閣宮房長官、科学技術政策擔當大臣）
- 鳩山邦夫（1948年9月13日、文部大臣、勞動大臣、法務大臣）
- 菅義偉（1948年12月6日、總務大臣）
- 江田五月（1951年5月22日、科学技術廳長官、參議院院長）

下列內容不會列出曾上任內閣的議員。

## 國會議員

### 眾議院議員
- 河上丈太郎（1889年1月3日）
- 辻政信（1902年10月11日）
- 小川元（1939年1月1日）
- 魚住汎英（1940年2月11日）
- 緒方靖夫（1947年10月29日）
- 奧谷通（1951年10月7日）
- 平井卓也（1958年1月25日）

### 參議院議員
- 松平恆雄（1877年4月17日、參議院議長）
- 河井彌八（1877年10月24日、參議院議長）
- 河野謙三（1901年，日期不明、參議院議長）
- 大田昌秀（1925年6月12日）
- 池田元久（1940年12月20日）
- 安東尼奧·豬木（1943年2月20日）
- 塚田一郎（1963年12月27日）

## 都道府縣知事
- 中川和雄（1926年生，日期不明、大阪府知事）

## 貴族院議員
- 德川家達（1863年8月24日、貴族院院長）